# 派恩峽谷 (加利福尼亞州)
派恩峽谷（英語：Pine Canyon）是位於美國加利福尼亞州蒙特雷縣的一個人口普查指定地區。

## 地理
派恩峽谷的座標為36°54′15″N 121°44′55″W / 36.90417°N 121.74861°W，而該地最高點為海拔高度157米（即515英尺）。

## 人口
根據2010年美國人口普查的數據，派恩峽谷的面積為8.642平方千米，當中陸地面積為8.639平方千米，而水域面積為0.003平方千米。當地共有人口1822人，而人口密度為每平方千米210人。